# Wolfgang Drechsler (Politikwissenschaftler)
Wolfgang Drechsler (* 6. Juni 1963 in Marburg) ist ein deutscher Wissenschaftler, der auf den Gebieten Verwaltung, Innovation und Politische Philosophie tätig ist. Er ist Professor für Staatswissenschaften an der Technischen Universität Tallinn in Estland, Honorarprofessor am IIPP des University College London (seit 2019), und Adjunct Professor an der Fakultät für Verwaltungswissenschaften an der Universitas Indonesia (seit 2023).

## Leben
Wolfgang Drechsler ist der Sohn des langjährigen Marburger Oberbürgermeisters Hanno Drechsler. Er hat Abschlüsse vom Bridgewater College, der University of Virginia, der Philipps-Universität Marburg, der Deutschen Hochschule für Verwaltungswissenschaften Speyer und der Corvinus-Universität Budapest. Er lehrte an den Universitäten Marburg, Gießen und Frankfurt am Main. Drechsler war Referent beim Wissenschaftsrat während der Wiedervereinigung Deutschlands von 1990 bis 1992, von 1989 bis 1990 beim U.S. Congress und 1994 beim Präsidenten der Republik Estland.
Von 1993 bis 2006 war er Professor (seit 1996 Ordinarius) für Verwaltungs- und Staatswissenschaften an der Universität Tartu in Estland. Er ist seit 2006 Professor für Staatswissenschaften (seit 2006; vorher Professor für Technology Governance und Öffentliches Management) und einer der Gründungsdirektoren des Technology Governance-Programms an der Technischen Universität Tallinn in Estland. 2010–2016 war er auch Prodekan für Internationale Beziehungen der Sozialwissenschaftlichen Fakultät.
Drechsler war Gastprofessor an der Universität Lund, der Universität Erfurt, der Zentraluniversität für Finanzen und Wirtschaft in Peking, der University of Malaya, der Zhejiang-Universität in Hangzhou, der Gadjah-Mada-Universität in Yogyakarta, 2016 am National Institute of Development Administration in Bangkok, 2017 an der Lee Kuan Yew School of Governance der Nationaluniversität Singapur, sowie von 2012 bis 2014 Inhaber des André Molitor-Lehrstuhls für Reformen in Politik, Verwaltung und Internationalen Beziehungen (professeur invité) an der Université Catholique de Louvain. Er war zusätzlich Dozent für volkswirtschaftliche Grundlagen der Innovation an der EBS Universität für Wirtschaft und Recht in Oestrich-Winkel (2006–2014). Von 2017 bis 2024 war er Associate am Davis Center der Harvard-Universität.
Bezüglich der Öffentlichen Verwaltung vertritt Drechsler einen staatswissenschaftlichen Ansatz. Er ist Kritiker des „New Public Management“ und betont der Vorrang von Effektivität vor Effizienz. Sein Interesse gilt besonders auch nicht-westlicher Verwaltung, u. a. des Konfuzianismus und der von Islam und Buddhismus geprägten Systeme. Wirtschaftspolitisch ist er besonders an der Rolle des Staates bei Wirtschaftswachstum und Innovation interessiert. Philosophisch ist Drechsler, einer der letzten Schüler von Hans-Georg Gadamer, ein klassischer Hermeneutiker.
Drechsler übte verschiedene Beratertätigkeiten aus, besonders auf den Gebieten Verwaltungsreform und Innovationspolitik sowie e-governance, für nationale Regierungen und internationale Organisationen, u. a. OECD, Europarat, SIGMA, Weltbank, EU (Lissabon-Strategie; Mitglied der Lisbon Agenda Group), Inter-American Development Bank und Vereinte Nationen (UNDP); Mitarbeit an Nationalen Entwicklungsplänen, in unterschiedlichen Positionen, u. a. für Estland, die Mongolei, Kasachstan, Peru, Brasilien und Norwegen. Er war außerdem Vizepräsident des estnischen Think tanks „Praxis“ (2000–2005).

## Buchveröffentlichungen (Auswahl)
- Andrew D. White in Deutschland. Heinz, Stuttgart 1989.
- On the Eminence of the Social Sciences at the University of Dorpat. Tartu University Press, Tartu 1998 (auch auf Estnisch).
- Good and Bad Government. LGI/OSI, Budapest 2001 (über Ambrogio Lorenzettis Fresken in Siena).
- Wolfgang Drechsler: Gadamer in Marburg. 3.  Auflage. Blaues Schloss, Marburg 2016, ISBN 978-3-943556-27-8 (Erstausgabe:  2013).
- Rainer Kattel, Wolfgang Drechsler und Erkki Karo: How to Make an Entrepreneurial State: Why Innovation Needs Bureaucracy. 1.  Auflage. Yale University Press, London 2022, ISBN 978-0-300-22727-7 (Erstausgabe:  2022).
- Finnische Ausgabe: Rainer Kattel, Wolfgang Drechsler und Erkki Karo: Kuinka luoda yrittäjähenkinen valtio — eli miksi innovaatiot tarvitsevat byrokratiaa. 1.  Auflage. Vastapaino, Helsinki 2024, ISBN 978-952-397-129-5 (Erstausgabe:  2022).

Als Herausgeber
- Reforming Higher Education and Research in Eastern Germany. World Affairs. 1992.
- Johann Ulrich von Cramer: Opuscula. 5 Bände. Olms, Hildesheim / New York 1996.
- Grundlagen der Verwaltung. Tartu University Press, Tartu 1997 (estnisch).
- Paradiama. Essays in honor of Otto Kaiser on the occasion of his 75th birthday / Aufsätze zu Ehren von Otto Kaiser anläßlich seines 75. Geburtstages. Estonian Academy Publications, Tallinn 1999.
- Die selbstverwaltete Gemeinde. Duncker & Humblot, Berlin 1999.

Als Mitherausgeber
- Kaiserliche Universität Dorpat 200 – Academia Gustaviana 370 – Das Jubiläum der Universität Tartu. Tartu University Press, Tartu 2004.
- Enhancing the Capacities to Govern: Challenges Facing the CEE Countries. (Memento vom 18. Juni 2008 im Internet Archive) NISPAcee, Bratislava 2004.
- Friedrich Nietzsche (1844–1900): Economy and Society. Springer, New York 2006.
- A Distinctive European Model? The Neo-Weberian State. In: The NISPAcee Journal of Public Administration and Policy. 2009.
- mit Erik S. Reinert, Rainer Kattel (Hrsg.): Techno-Economic Paradigms. Essays in Honour of Carlota Perez. Anthem Press, London / New York 2009, ISBN 978-1-84331-822-4, doi:10.7135/UPO9781843318224.
- Public Management Now and in the Future. Does Technology Matter? (= The NISPAcee Journal of Public Administration and Policy. Band 3, Nr. 1: [Winter 2010/2011]). NISPAcee Press, Bratislava, ISBN 978-80-89013-53-1.
- Islamic Public Administration. First Explorations in the Second World and Beyond. Administrative Culture, 2014.
- The Neo-Weberian State (= Max Weber Studies. Band 23, Nr. 1: [2023]). London.

## Auszeichnungen
- 1997: Estnischer Nationalpreis für die Wissenschaften
- 2001: Brunovskà Award for Teaching Excellence für Zentral- und Osteuropa
- 2002: W. Harold Row Lecturer und Young Alumnus of the Year, Bridgewater College
- 2004: Orden des Marienland-Kreuzes V. Klasse
- 2005: Bundesverdienstkreuz
- 2010: NISPAcee Merit Award
- 2013: Ehrendoktor Corvinus-Universität Budapest
- 2017: Senator Peter B. Boorsma Award (für langjährige Verdienste um Internationale Verwaltungstheorie und -praxis) von SECoPA[1]
- 2023: George R. Terry Award für „the book judged to have made the most outstanding contribution to the global advancement of management knowledge during the last two years“ der Academy of Management (AOM)[2]

## Belege
1. ↑  Secopa-Award

| Personendaten    | Personendaten        |
| ---------------- | -------------------- |
| NAME             | Drechsler, Wolfgang  |
| KURZBESCHREIBUNG | deutscher Politologe |
| GEBURTSDATUM     | 6. Juni 1963         |
| GEBURTSORT       | Marburg              |